# Susana Barroso

Susana Cristina Carvalheira Barroso (Lisboa, 10 de junho de 1974) é uma nadadora paraolímpica e jogadora de Boccia portuguesa que competiu em várias provas a nível internacional. Foi a primeira nadadora portuguesa a conquistar uma medalha na natação nos Jogos Paralímpicos de Verão e foi a mulher desportista paraolímpica mais medalhada em Portugal.

## Biografia
Susana Barroso vive com atrofia fibular muscular, uma doença hereditária que causa atrofia muscular e perda de sensibilidade e de movimentos nas extremidades dos membros. É técnica informática, e começou a nadar aos 17 anos, em 1991. No primeiro ano em que competiu, ganhou a medalha de bronze no campeonato europeu de natação para nadadores com deficiência, e no ano seguinte a sua primeira medalha olímpica. Entre 1994 e 2002 bateu dez recordes mundiais. Nos Jogos Paralímpicos de Verão de 2004, em Atenas, foi porta-estandarte da delegação portuguesa. Retirou-se da natação competitiva em 2005.
Em 2005, começou a jogar boccia. Fez parte da equipa desta modalidade nos Jogos Paralímpicos de Verão de 2012, onde não medalhou.

## Palmarés

### Natação
| Ano                    | Competição                                    | Local                       | Posição                | Evento                                 | Notas                  |
| A representar Portugal | A representar Portugal                        | A representar Portugal      | A representar Portugal | A representar Portugal                 | A representar Portugal |
| ---------------------- | --------------------------------------------- | --------------------------- | ---------------------- | -------------------------------------- | ---------------------- |
| 1992                   | Jogos Paralímpicos de Verão de 1992           | Barcelona, Espanha          |                        |                                        |                        |
| 1992                   | Jogos Paralímpicos de Verão de 1992           | Barcelona, Espanha          | Medalha de bronze      | 50m feminino costas S3-4               | final                  |
| 1992                   | Jogos Paralímpicos de Verão de 1992           | Barcelona, Espanha          | 2.ª                    | 50m feminino costas S3-4               | eliminatória           |
| 1992                   | Jogos Paralímpicos de Verão de 1992           | Barcelona, Espanha          | 7.ª                    | 50m feminino livre S3-4                | final                  |
| 1992                   | Jogos Paralímpicos de Verão de 1992           | Barcelona, Espanha          | 2.ª                    | 50m feminino livre S3-4                | eliminatória           |
| 1992                   | Jogos Paralímpicos de Verão de 1992           | Barcelona, Espanha          | 7.ª                    | 100m feminino livre S3-4               | final                  |
| 1992                   | Jogos Paralímpicos de Verão de 1992           | Barcelona, Espanha          | 4.ª                    | 100m feminino livre S3-4               | eliminatória           |
| 1996                   | Jogos Paralímpicos de Verão de 1996           | Atlanta, EUA                | Medalha de prata       | 50m feminino livre S3                  | final                  |
| 1996                   | Jogos Paralímpicos de Verão de 1996           | Atlanta, EUA                | Medalha de prata       | 50m feminino costas S3                 | final                  |
| 1996                   | Jogos Paralímpicos de Verão de 1996           | Atlanta, EUA                | Medalha de bronze      | 100m feminino livre S3                 | final                  |
| 2000                   | Jogos Paralímpicos de Verão de 2000           | Sydney, Austrália           | Medalha de prata       | 50m feminino costas S3                 | final                  |
| 2000                   | Jogos Paralímpicos de Verão de 2000           | Sydney, Austrália           | 4.ª                    | 50m feminino livre S3                  | final                  |
| 2000                   | Jogos Paralímpicos de Verão de 2000           | Sydney, Austrália           | 4.ª                    | 100m feminino livre S3                 | final                  |
| 2004                   | Jogos Paralímpicos de Verão de 2004           | Atenas, Grécia              |                        |                                        |                        |
| 2004                   | Jogos Paralímpicos de Verão de 2004           | Atenas, Grécia              | Medalha de bronze      | 50m feminino costas S3                 | final                  |
| 2004                   | Jogos Paralímpicos de Verão de 2004           | Atenas, Grécia              | 4.ª                    | 50m feminino livre S3                  | final                  |
| 2004                   | Jogos Paralímpicos de Verão de 2004           | Atenas, Grécia              | 4.ª                    | 100m feminino livre S3                 | final                  |
| 2004                   | Jogos Paralímpicos de Verão de 2004           | Atenas, Grécia              | 5.ª                    | revezamento 4X50m feminino livre 20pts | final                  |
| 1994                   | IPC Campeonato Mundial de Natação Paralímpica | Malta                       |                        |                                        |                        |
| 1994                   | IPC Campeonato Mundial de Natação Paralímpica | Malta                       | Medalha de ouro        | 50m feminino livre S3                  | final                  |
| 1994                   | IPC Campeonato Mundial de Natação Paralímpica | Malta                       | Medalha de ouro        | 50m feminino costas S3                 | final                  |
| 1994                   | IPC Campeonato Mundial de Natação Paralímpica | Malta                       | 1.ª                    | 50m feminino costas S3                 | eliminatória           |
| 1994                   | IPC Campeonato Mundial de Natação Paralímpica | Malta                       | 1.ª                    | 100m feminino livre S2-3               | eliminatória           |
| 1994                   | IPC Campeonato Mundial de Natação Paralímpica | Christchurch, Nova Zelândia |                        |                                        |                        |
| 1994                   | IPC Campeonato Mundial de Natação Paralímpica | Christchurch, Nova Zelândia | Medalha de prata       | 50m feminino costas S3                 | final                  |
| 1994                   | IPC Campeonato Mundial de Natação Paralímpica | Christchurch, Nova Zelândia | 3.ª                    | 50m feminino costas S3                 | eliminatória           |
| 1994                   | IPC Campeonato Mundial de Natação Paralímpica | Christchurch, Nova Zelândia | Medalha de bronze      | 50m feminino livre S3                  | final                  |
| 1994                   | IPC Campeonato Mundial de Natação Paralímpica | Christchurch, Nova Zelândia | 3.ª                    | 50m feminino livre S3                  | eliminatória           |
| 1994                   | IPC Campeonato Mundial de Natação Paralímpica | Christchurch, Nova Zelândia | Medalha de bronze      | 100m feminino livre S3                 | final                  |
| 1994                   | IPC Campeonato Mundial de Natação Paralímpica | Christchurch, Nova Zelândia | 3.ª                    | 100m feminino livre S3                 | eliminatória           |
| 2002                   | IPC Campeonato Mundial de Natação Paralímpica | Mar del Plata, Argentina    |                        |                                        |                        |
| 2002                   | IPC Campeonato Mundial de Natação Paralímpica | Mar del Plata, Argentina    | Medalha de bronze      | 50m feminino costas S3                 | final                  |
| 2002                   | IPC Campeonato Mundial de Natação Paralímpica | Mar del Plata, Argentina    | Medalha de bronze      | revezamento 4x50m feminino livre 20pt  | final                  |
| 2002                   | IPC Campeonato Mundial de Natação Paralímpica | Mar del Plata, Argentina    | 4.ª                    | 50m feminino costas S3                 | final                  |
| 2002                   | IPC Campeonato Mundial de Natação Paralímpica | Mar del Plata, Argentina    | 4.ª                    | 100m feminino costas S3                | final                  |
| 2002                   | IPC Campeonato Mundial de Natação Paralímpica | Mar del Plata, Argentina    | 4.ª                    | 200m feminino costas S3                | final                  |

### Boccia
| Ano                    | Competição                          | Local                  | Posição                | Evento                 | Notas                  |
| A representar Portugal | A representar Portugal              | A representar Portugal | A representar Portugal | A representar Portugal | A representar Portugal |
| ---------------------- | ----------------------------------- | ---------------------- | ---------------------- | ---------------------- | ---------------------- |
| 2012                   | Jogos Paralímpicos de Verão de 2012 | Londres, Reino Unido   | 1.ª                    | pares mistos BC4       | Grupo A 2012-09-02     |
| 2012                   | Jogos Paralímpicos de Verão de 2012 | Londres, Reino Unido   | 4.ª                    | pares mistos BC4       | Grupo A 2012-09-02     |
| 2012                   | Jogos Paralímpicos de Verão de 2012 | Londres, Reino Unido   | 6.ª                    | pares mistos BC4       | Grupo A 2012-09-03     |

## Homenagens e distinções
- Em Odivelas, desde 2012, realiza-se anualmente o Campeonato Susana Barroso, uma prova de natação para atletas não-federados.[7]
- Também em Odivelas se encontra o Pavilhão Municipal Susana Barroso, dedicado à desportista.[8]